# An-Ki
 (mai 2023).
Si vous disposez d'ouvrages ou d'articles de référence ou si vous connaissez des sites web de qualité traitant du thème abordé ici, merci de compléter l'article en donnant les références utiles à sa vérifiabilité et en les liant à la section « Notes et références ».
Dans la Mythologie mésopotamienne, l‘An-Ki est composé de "An" qui signifie "ciel" et de Ki qui veut dire "terre". C'est la montagne cosmique désignant l'ensemble des contraires, l'univers encore informe, levée par la mer primordiale Nammu et composée de deux dieux : An et Ki (An représentant le ciel et Ki la terre). Les deux dieux représentant la montagne ont ensuite été séparés par Enlil, originaire du monde d'aujourd'hui.